# Lydia Ludic Burundi Académic
Maillots
Lydia Ludic Burundi Académic FC est un club burundais de football basé à Bujumbura, la capitale du pays. Le club joue ses matchs au Stade du Prince Louis Rwagasore, avec une capacité de 22 000 places. Il a remporté l'ensemble des titres de son palmarès dans les années 2010 (un titre de champion du Burundi et 3 Coupes nationales).

## Palmarès
- Championnat du Burundi (2) :
  - Vainqueur : 2014, 2017

- Coupe du Burundi (3) :
  - Vainqueur : 2011, 2012, 2014
  - Finaliste : 2013